# Philip Roth
Philip Milton Roth, född 19 mars 1933 i Newark i New Jersey, död 22 maj 2018 på Manhattan i New York, var en amerikansk författare.
Hans böcker brukar betecknas som populärlitteratur som håller ett synnerligt högt konstnärligt värde, och han räknas därvidlag till samma grupp författare som Joseph Heller, William Styron och J.D. Salinger. Han är lika inflytelserik som kontroversiell, och hans författarskap kan definieras som ett postmodernt försök att omskapa sin identitet och sitt lands litteratur.
Roth är troligen främst känd för Farväl, Columbus-samlingen (Goodbye, Columbus, 1959), Portnoys besvär (Portnoy's Complaint, 1969) och trilogin från slutet av 1990-talet bestående av pulitzerpris-vinnande Amerikansk pastoral (American Pastoral 1997), Gift med en kommunist  (I Married a Communist, 1998) och Skamfläcken (The Human Stain 2000).

## Biografi
Philip Roth föddes i industristaden Newark, New Jersey, och växte upp i ett sekulärt judiskt bostadsområde där. Hans far- och morföräldrar hade liksom många andra judar kommit från Europa till USA under 1800-talet. Föräldrarna, försäkringsförsäljaren Herman och Bess Roth, tillhörde den lägre medelklassen i hemstaden. Philip var deras äldste son, och hans mor brukar förmodas ha varit överbeskyddande och dominant men deras relation kärleksfull. Han dedicerade sin första bok till sina föräldrar. År 1989 avled hans far i cancer och erfarenheterna av faderns långsamma nedbrytning tog sig litterärt uttryck i Patrimony.
1954 tog Philip Roth en Bachelor of Arts vid Bucknell University med magna cum laude och 1955 en Master of Arts vid University of Chicago, då han lärde känna Saul Bellow. Han tog värvning i armén efter examen men skadades i ryggraden och gav upp den militära karriären efter två månaders sjukhusvistelse. Därefter var han verksam som först engelsklärare och sedan lärare i kreativt skrivande vid bland annat Princeton. Han antogs som doktorand i Chicago men hoppade av efter en termin. Med tiden fick han en tjänst vid University of Pennsylvania som lärare i jämförande litteraturvetenskap. Sedan 1992, då han blev Distinguished Professor Emeritus of Literature vid New York’s Hunter College, ägnade sig Roth uteslutande åt sitt författande. Han var bosatt i Connecticut men har även bott i Rom, London, Chicago och New York.
1972 begav han sig för första gången till kommunismens Tjeckoslovakien, mötte censurerade författare och såg deras ekonomiska svårigheter, vilket var en omstörtande upplevelse. En av de författare han kom i kontakt med var Milan Kundera som dittills var okänd för västvärlden. Roth började därefter utge östeuropeisk litteratur i USA, som redaktör vid Penguin Books. I den egenskapen introducerade han flera författare till andra sidan järnridån, bland andra Kundera och Bruno Schulz. Under dessa resor stiftade han för övrigt bekantskap med Franz Kafkas syskonbarn Vera Saudkova och träffade Vaclav Havel.
Under åren, i synnerhet sedan 1990-talet, har Roth tilldelats ett flertal prestigefyllda utmärkelser. För American Pastoral tilldelades han 1997 Pulitzerpriset i skönlitteratur; 2001 utsåg tidningen Times honom till USA:s bästa romanförfattare, och 2003 blev han hedersdoktor vid Harvard University. President Bill Clinton tilldelade honom National Medal of Arts. Library of America beslutade 2005 att utge hans samlade verk, en ära som endast tillkommit landets stora klassiska författare som Nathaniel Hawthorne, Henry James, F. Scott Fitzgerald och sammanlagt tre författare under deras livstid (de andra är Saul Bellow och Eudora Welty). 1970 invaldes han i National Institute of Arts and Letters. När den berömde litteraturvetaren Harold Bloom sammanställde en litterär kanon över den amerikanska litteraturen tog han med sex verk av Roth, vilket var fler än för någon annan författare.
Philip Roth var gift två gånger, 1959–1963 med Margaret Martinson Williams som han lärde känna vid universitetet, och 1990–1994 med skådespelerskan Claire Bloom. Den första hustrun och deras äktenskap inspirerade honom till flera karaktärer och verk; han anklagade bland annat henne för att ha lurat honom till att gifta sig med henne genom ett falskt påstående om graviditet. Margaret avled i en bilolycka 1968. Den andra hustrun Claire Bloom gav efter skilsmässan ut boken Leaving a Doll’s House 1996 med ett föga smickrande porträtt av Roth. Han hämnades i boken I Married a Communist.
Roth var från 1960-talet engagerad i förintelsen och staten Israels situation. Han besökte landet första gången 1962, och flera gånger efter 1976, bland annat 1988 då han närvarade vid rättegången mot Ivan Demjanjuk för delaktighet i förintelsen i Treblinka. I likhet med många andra amerikanska intellektuella deltog han i protester mot Vietnamkriget 1966.
Fastän Roth var en mycket känd författare var han ganska okänd i privat hänseende och han uppträdde sällan offentligt eller gav intervjuer.

## Författarskap
Philip Roth skrev 28 romaner från debuten 1959 till 2007, flera prisbelönta. Sitt författarskap beskrev han som att "skriva fejkade biografier och falsk historia". Redan i hans tidiga romaner skildrar han sexuella scener mycket närgånget och uteslutande från den manliga synvinkeln, varför han ibland har betecknats som pornografisk och antifeministisk.
Sedan debuten med Goodbye, Columbus genomgick Roths författarskap flera utvecklingsstadier. Han återgår ofta till sin egen bakgrund som judisk medelklass och låter detta vara scenen för sina berättelser; han har likaledes kritiserat åtskiljandet mellan kategorierna fiktion och självbiografi (The Facts (1988), Deception (1990), Patrimony (1991), och Operation Shylock). Humor och satir präglar hans framställningar, och fokus ligger vid en mer eller mindre sant självironisk och utlämnande psykologi, i likhet med den amerikanska realistiska romanen. Motiven är ofta psykosexualitet, den amerikanska frihetens självdestruktivitet samt konflikter mellan individen och dess familj eller samhälle. Inte sällan är huvudpersonerna antihjältar.
Roth började sitt författarskap i samma episka tradition som Henry James med realistiska och samhällskritiska samtidsromaner, men har även påverkats av absurditeten som berättarteknik hos Franz Kafka (framför allt i The Breast) samt av Marcel Proust och James Joyce. För debutboken Goodbye, Columbus (1959) vann han National Book Award, 26 år gammal. Boken utgörs dels av den längre berättelsen Goodbye, Columbus, och fem kortare: The Conversion of the Jews, Defender of the Faith, Epstein, You Can't Tell a Man by the Song he Sings, och Eli the Fanatic. Delarna hade var för sig redan publicerats i olika tidningar och tidskrifter. Då Defender of the Faith utkom första gången i The New Yorker anklagades han för antisemitism av judiska organisationer, och för att därigenom försöka ställa in sig hos den amerikanska läsekretsen.
Samma anda som Goodbye, Columbus genomsyrar hans följande verk, Letting Go (1962), och When She Was Good (1967). Hans egentliga genombrott kom med Portnoy's Complaint (1969), som blev "Årets bästsäljare" i New York Times . Den handlar om neurotikern Alexander Portnoy som berättar om sina lidanden för sin psykolog Spielvogel, och återges med burlesk komik skildrande hans sexuella frustration och relation till modern med anspelningar på freudiansk psykoanalys. Med denna bok började Roth profilera sig genom sina satiriska psykosexualskildringar, och detta ansågs länge vara hans egentliga specialitet som författare. Han blev också en föregångare för att behandla etniska temata samt förhållandet mellan kulturell och individuell identitet. Även för denna roman fick han mottaga kritik från andra judar, framför allt från Irving Howe som stött Roth vid debuten.
Från 1970-talet blev hans romaner allt mera postmoderna och det självbiografiska inslaget i fiktionen tilltog, liksom experimenten med humorns litterära möjligheter. 1986 inträffade en vändpunkt som delvis triggades igång av att hans vän och konkurrent Bernard Malamud avled. Han berättade om dödsfallet i artikeln "Pictures of Malamud" i The New York Times, där porträttet av den döde brukar hållas som ömsintare och grymmare än detsamma över fadern. Det är framför allt på verken som tillkommit därefter som Roths berömmelse vilar. I American Trilogy (American Pastoral (1997), I Married a Communist (1998), The Human Stain (2000)) återberättar han USA:s samtidshistoria genom en författares tillbakablickar på sitt liv.
Konspirationen mot Amerika (2004) handlar om den möjliga eller omöjliga historien, möjliga världar och alternativhistoria, och om historien som skapare av den nationella identiteten. Den tillkom efter läsningen av Arthur Schlesingers självbiografi som avslöjade att Adolf Hitlers vän och antisemiten Charles Lindbergh hade planerat ställa upp i presidentvalet 1940 för republikanska partiet.
Roths senare romaner har behandlat åldrandet, och hämtat inspiration från klassiska verk av William Shakespeare och det medeltida dramat. 2007 utkom hans Exit Ghost.
Huvudrollerna i Roths romaner återkommer ofta, varigenom hans litterära alster brukar grupperas: Zuckerman, Roth, Kepesh och övriga romaner.
2012 meddelade Roth i en intervju att han slutat skriva och inte skulle ge ut fler romaner. Den 22 maj 2018 avled han i en ålder av 85 år.

### Översättningar till svenska
(Albert Bonniers Förlag om inget annat anges)
- Farväl, Columbus och fem noveller (Goodbye, Colombus and five short stories (översättning Nils Petter Sundgren, 1963)
- Hon ville så väl (When she was good) (översättning Erik Sandin, 1970)
- Vårat gäng (Our gang) (översättning Erik Sandin, Aldus/Bonnier, 1972)
- Portnoys besvär (Portnoy's complaint) (översättning Erik Sandin, 1974)
- Mitt liv som man (My life as a man) (översättning Caj Lundgren, 1975)
- Lustans professor (The professor of desire) (översättning Caj Lundgren, 1978)
- Spökskrivaren (The ghost writer) (översättning Otto Mannheimer, 1980)
- Zuckerman fri (Zuckerman unbound) (översättning Cai Melin, 1982)
- Anatomilektionen (The anatomy lesson) (översättning Thomas Preis, 1985)
- Motliv (The counterlife) (översättning Hans-Jacob Nilsson, 1988)
- Klartext: en författares självbiografi (The facts: a novelist's autobiography) (översättning Hans-Jacob Nilsson, 1990)
- Dubbelspel (Deception) (översättning Hans-Jacob Nilsson, 1991)
- Amerikansk pastoral (American pastoral) (översättning Hans-Jacob Nilsson, 1999)
- Gift med en kommunist (I married a communist) (översättning Hans-Jacob Nilsson, 2000)
- Skamfläcken (The human stain) (översättning Sam J. Lundwall, 2001)
- Operation Shylock (Operation Shylock) (översättning Hans-Jacob Nilsson, 2003)
- Konspirationen mot Amerika (The plot against America) (översättning Hans-Jacob Nilsson, 2005)
- Envar (Everyman) (översättning Hans-Jacob Nilsson, 2007)
- Vålnaden försvinner (Exit ghost) (översättning Nancy Westman, 2009)
- Indignation (Indignation) (översättning Nancy Westman, 2011)
- Sabbaths teater (Sabbath's Theater) (översättning Nancy Westman, 2014)
- Nemesis (Nemesis) (översättning Nancy Westman, 2015)
- Amerika (Philip Roth's America) (översättning: Hans-Jacob Nilsson, Sam J Lundwall, 2016)

(I ”Amerika” har ”Amerikansk pastoral” (1997), ”Gift med en kommunist” (1998) och ”Skamfläcken” (2000) och den fristående ”Konspirationen mot Amerika” (2004) samlats i en volym.

### Zuckermanromaner
- The Ghost Writer (1979)
- Zuckerman Unbound (1981)
- The Anatomy Lesson (1983)
- The Prague Orgy (1985)

(De ovan är utgivna i samlingsvolymen Zuckerman Bound)
- The Counterlife (1986)
- American Pastoral (1997)
- I Married a Communist (1998)
- The Human Stain (2000)
- Exit Ghost (Oktober 2007)

### Böcker om Roth
- The Facts: A Novelist's Autobiography (1988)
- Deception: A Novel (1990)
- Patrimony: A Memoir (1991)
- Operation Shylock: A Confession (1993)
- The Plot Against America (2004)

### Kepeshromaner
- The Breast (1972)
- The Professor of Desire (1977)
- The Dying Animal (2001)

### Övriga romaner
- Goodbye, Columbus (1959)
- Letting Go (1962)
- When She Was Good (1967)
- Portnoy's Complaint (1969)
- Our Gang (1971)
- The Great American Novel (1973)
- My Life As a Man (1974)
- Sabbath's Theater (1995)
- Everyman (2006)
- Indignation (2008)

### Samlingar
- Reading Myself and Others (1976)
- A Philip Roth Reader (1980)
- Shop Talk (2001)
- Miller, Ross, ed. Philip Roth, Novels and Stories 1959-1962 (Library of America, 2005) ISBN 978-1-931082-79-2.
- Miller, Ross, ed. Philip Roth, Novels 1967-1972 (Library of America, 2005) ISBN 978-1-931082-80-8.
- Miller, Ross, ed. Philip Roth, Novels 1973-1977 (Library of America, 2006) ISBN 978-1-931082-96-9.
- Miller, Ross, ed. Philip Roth, Novels 1979-1985 (Library of America, 2007).

## Priser och utmärkelser
- 1998 – Pulitzerpriset för skönlitteratur för American Pastoral
- 2001 – Franz Kafka-priset
- 2011 – Man Booker International Prize